# Bredared
Bredared – miejscowość (tätort) w Szwecji, w regionie administracyjnym (län) Västra Götaland, w gminie Borås.
Według danych Szwedzkiego Urzędu Statystycznego liczba ludności wyniosła: 313 (31 grudnia 2015), 327 (31 grudnia 2018) i 331 (31 grudnia 2019).